# Gualtherus Johannes Cornelis Kolff
Gualtherus Johannes Cornelis Kolff (Gouda, 8 november 1826  – Leiden, 29 april 1881) was een Nederlandse uitgever.

## Leven en werk
Kolff werd in 1826 in Gouda geboren als zoon van de wijnkoper en lid van de stedelijke raad Willem Hendrik Kolff en Appolonia Adriana van Breda. Hij begon zijn beroepsmatige loopbaan bij de Goudse uitgeverij Van Goor. Hij was onder andere redacteur van de Goudsche Almanak. Na werkzaam te zijn geweest bij de Haagse uitgeverij Fuhri zette hij in 1850 zijn loopbaan voort in het toenmalige Nederlands-Indië. Hij nam in 1857 het bedrijf van zijn werkgever Noman over en stichtte de uitgeverij G. Kolff & Co. Behalve boeken gaf Kolff ook kranten uit zoals de Java-Bode in Batavia en de Locomotief in Semarang. Na zijn terugkeer in 1868 in Nederland ging hij in Leiden wonen. Hij bleef als uitgever actief zowel in Nederlands-Indië als in Nederland. Veel van zijn uitgaven waren gerelateerd aan Indië. Zijn uitgeverij verzorgde onder andere het leermateriaal voor het indische onderwijs.
Kolff trouwde in 1859 in Batavia met Louise Margaretha Elgenhuizen. Uit hun huwelijk werden zeven kinderen geboren, zes in Batavia en een in Leiden. Hij overleed onverwacht in 1881 op 54-jarige leeftijd in zijn woonplaats Leiden. Na zijn overlijden werd het "Kolff-fonds" opgericht, dat tot doel had het ondersteunen van indische gezinnen, weduwen en wezen.

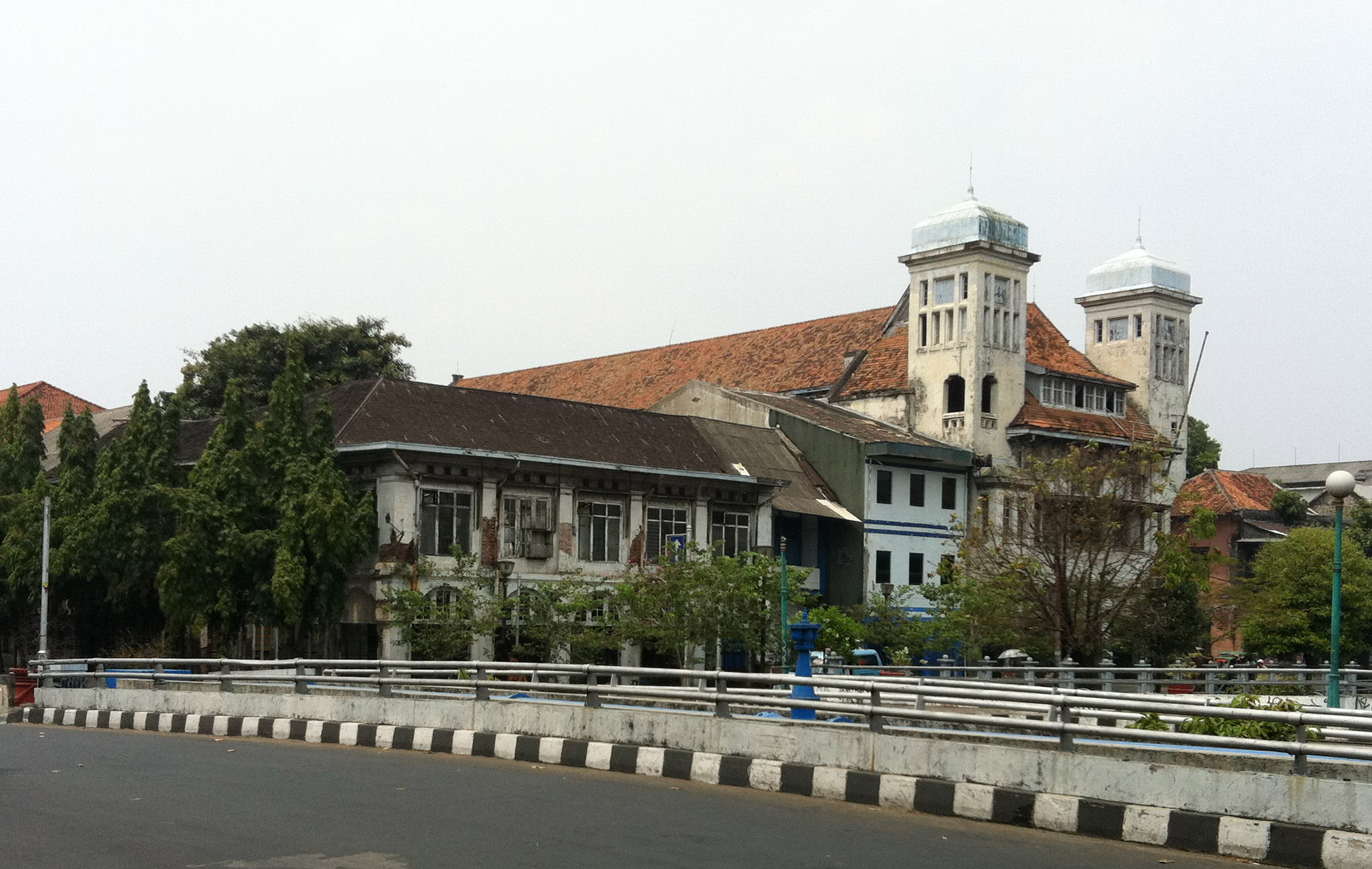
Links de voormalige boekhandel van de fa. Kolff & Co in Jakarta